# روباه پرنده هندی
روباه پرنده هندی (نام علمی: Pteropus giganteus) نام یک گونه از سرده روباه پرنده است.